# 안드레이 그레친
안드레이 블라디미로비치 그레친(러시아어: Андре́й Влади́мирович Гречи́н, 1987년 10월 21일~)은 러시아의 수영 선수이다. 2012년 하계 올림픽에서 400m 자유형 계영 부분 동메달을 획득했다.